# Zophodia convolutella
Zophodia convolutella is een vlinder uit de familie van de snuitmotten (Pyralidae). De wetenschappelijke naam werd gepubliceerd in 1796 door Denis en Schiffermüller, sensu Hübner.